# Sindorim állomás
Sindorim állomás a szöuli metró 1-es és  2-es vonalának állomása Kuro-ku (Guro-gu) kerületben. Az állomástól nem messze található a D-Cube City bevásárló és szórakoztató központ-irodaház.

## Viszonylatok
| 1-es vonal                                          | 1-es vonal                                           | 1-es vonal                                                      |
| --------------------------------------------------- | ---------------------------------------------------- | --------------------------------------------------------------- |
| Jongdungpho (Yeongdeungpo) Szojoszan (Soyosan) felé | Kjongbu (Gyeongbu) szakasz személy- és expresszvonat | Kuro (Guro) Incshon (Incheon) és Sincshang (Sinchang) felé      |
| Jongdungpho (Yeongdeungpo) Jongszan (Yongsan) felé  | Kjongbu (Gyeongbu) szakasz expresszvonat             | Kuro (Guro) Tongincshon (Dongincheon) és Cshonan (Cheonan) felé |
| végállomás                                          | Kvangmjong (Gwangmyeong) kitérő szakasz              | Kuro (Guro) Kvangmjong (Gwangmyeong) felé                       |
| 2-es vonal                                          |                                                      |                                                                 |
| Terim (Daerim) (külső oldal) Városháza felé         | fő vonal                                             | Mulle (Mullae) (belső oldal) Cshungdzsongno (Chungjeongno) felé |
| végállomás                                          | Sindzsong (Sinjeong) szakasz                         | Torimcshon (Dorimcheon) Kkacshiszan (Kkachisan) felé            |
| Korail                                              |                                                      |                                                                 |
| Jongdungpho (Yeongdeungpo) Szöul felé               | Kjongbu (Gyeongbu) vonal                             | Kuro (Guro) Puszan (Busan) felé                                 |